# Biblioteka Wallenrodzka
Biblioteka Wallenrodska (niem. Wallenrodtsche Bibliothek, ros. Валленродская библиотека) – biblioteka ufundowana w Królewcu przez Martina von Wallenrodta (1570-1632). Pierwszy katalog rejestrował 3000 książek, na przełomie XIX i XX w. około 10 000 pozycji, w 1945 księgozbiór liczył około 2000 woluminów. W wyniku działań wojennych unikatowy zbiór uległ rozproszeniu.
Obecnie część kolekcji (około 300 pozycji) jaką udało się odbudować, udostępniana jest w Muzeum Rosyjskiego Państwowego Uniwersytetu im. Immanuela Kanta w Królewcu (Музей Российского государственного университета). Kilka tysięcy egzemplarzy od 1947 znajduje się w Bibliotece Rosyjskiej Akademii Nauk (Библиотека Российской академии наук) w Petersburgu, zaś pewna liczba w Bibliotece Uniwersyteckiej w Toruniu.